# Pararrhynchium ornatum
Pararrhynchium ornatum är en stekelart som först beskrevs av Smith 1852.  Pararrhynchium ornatum ingår i släktet Pararrhynchium och familjen Eumenidae.

## Underarter
Arten delas in i följande underarter:
- P. o. bifasciatulum
- P. o. infrenis
- P. o. sauteris